# Freestyle (gênero musical)
O Freestyle ou Latin Freestyle é um gênero de música eletrônica que surgiu na Região Metropolitana de Nova York na década de 1980, a partir de jovens com ascendência latina (principalmente porto-riquenha e cubana) que produziam canções com teclados e baterias eletrônicas, ambos popularizados e mais acessíveis financeiramente nos anos 80. Ele experimentou sua maior popularidade do final dos anos 80 até o início dos anos 90. Continua a ser produzido hoje e goza de algum grau de popularidade, especialmente em ambientes urbanos. Um tema comum do lirismo Freestyle é o coração partido.  É considerado um dos primeiros hits de Freestyle  "Let the Music Play", de Shannon.
A música foi largamente popular em estações de rádio como WKTU e a "pré-hip hop" Hot 97 em Nova York, e tornou-se especialmente popular entre os americanos italianos e americanos porto-riquenhos na área metropolitana de Nova York e na área metropolitana da Filadélfia, cubanos-americanos na região de Miami e hispânicos e latino-americanos em Detroit e no condado de Los Angeles. Artistas notáveis no gênero Freestyle incluem Stevie B, Corina, Lil Suzy, Timmy T, George Lamond, TKA, Noel, Company B, Exposé, Debbie Deb, Brenda K. Starr, as The Cover Girls, Lisa Lisa & Cult Jam, Information Society, Pretty Poison, Sa-Fire, Shannon, Coro, Lisette Melendez, Judy Torres, Rockell e muitos outros.

## História

### 1982–1987: Origem do Freestyle
A música freestyle se desenvolveu no início dos anos 80, principalmente nas comunidades hispânicas de Manhattan e Bronx e nas comunidades ítalo-americanas do Brooklyn, Bronx e outros bairros da cidade de Nova York, espalhando-se pelos cinco distritos de Nova York e chegando a Nova Jersey. Inicialmente foi uma fusão de instrumentação sintética e percussão sincopada do electro dos anos 80, como favorecida pelos fãs de breakdancing. Samples encontrados no  synthpop e no hip-hop, foram incorporados. As principais influências incluem "Planet Rock" (1982) de Afrika Bambaataa e Soul Sonic Force e "Let the Music Play" de Shannon (1983), este último foi um dos dez mais vendidos da Billboard Hot 100. Em 1987, o Freestyle começou a receber mais airplays nas rádios pop americanas. Músicas como "Come Go with Me" de Exposé, "Show Me" de The Cover Girls, "Fascinated" de Company B, "Silent Morning" de Noel e "Catch Me (I'm Falling)" de Pretty Poison, levarma Freestyle ao mainstream. A house music, baseada parcialmente em ritmos de música disco, foi em 1992 a principal concorrente do som Freestyle, otimista e sincopado. Pitchfork considera o Miami Mix do single "When Smokey Sings" da ABC como proto-freestyle.

### 1987–1992: Um gênero pop-crossover
O Top 40 de Freestyle começou a decolar em 1987, e começou a desaparecer das ondas de rádio no início dos anos 1990, quando as estações de rádio passaram para os formatos Top 40. Artistas como George Lamond, Exposé, Sweet Sensation e Stevie B ainda eram ouvidos na rádio mainstream, mas outros artistas notáveis de Freestyle também não se saíram bem. Carlos Berrios e o produtor de platina Frankie Cutlass pareciam ter salvado a morte do estilo, criando um novo som  que foi usado em "Temptation" por Corina e "Together Forever" por Lisette Melendez. As músicas foram lançadas em 1991, quase simultaneamente, e causaram um ressurgimento no estilo quando foram abraçadas pela rádio Top 40. "Temptation" alcançou o número 6 na Billboard Hot 100. Esses sucessos foram seguidos pelo sucesso de Lisa Lisa & Cult Jam, que foi um dos primeiros artistas de Freestyle. Seus discos foram produzidos pela Full Force, que também trabalhou com UTFO e James Brown. Lisa Lisa & Cult Jam tinham um estilo menos electro e pop, e abriram o caminho para artistas como Corina, Stevie B, George Lamond, Sweet Sensation e The Cover Girls entrarem no mercado pop. As influências crossover tornaram-se cada vez mais evidentes quando os Latin Rascals produziram um remix de "Notorious" do Duran Duran.
Vários artistas, principalmente de Freestyle , lançaram baladas durante os anos 80 e início dos anos 90, que passaram para as paradas de sucesso e alcançaram um patamar superior ao de seus trabalhos anteriores. Estes incluem "Seasons Change" de Exposé, "Thinking of You" de Sa-Fire, "One More Try" de Timmy T, ""Because I Love You (The Postman Song)" de Stevie B e "If Wishes Came True" por Sweet Sensation. Brenda K. Starr chegou ao Hot 100 com sua balada "I Still Believe". Freestyle pouco depois deu lugar a artistas pop mainstream como MC Hammer, Paula Abdul, Bobby Brown, New Kids on the Block, e Milli Vanilli (com alguns artistas utilizando elementos de Freestyle começando nos anos 80) usando hip hop e electro samples em uma forma mainstream com produção de slicker e vídeos amigáveis à MTV. Estes artistas foram bem sucedidos em estações de crossover, bem como estações de R&B, e o Freestyle foi substituído no meio underground por novos estilos, como o new jack swing, trance e Eurodance. Apesar disso, alguns artistas de Freestyle conseguiram emplacar hits até os anos 90, como Cynthia e Rockwell marcando sucessos menores na Billboard Hot 100 em 1998.